# Kacey Bellamy
Kacey Lee Bellamy (* 22. April 1987 in Westfield, Massachusetts) ist eine ehemalige US-amerikanische Eishockeyspielerin, die zuletzt für das Calgary Charter der PWHPA spielte. Bellamy war zwischen 2006 und 2021 ununterbrochen Mitglied der Frauen-Eishockeynationalmannschaft der Vereinigten Staaten und mit acht Goldmedaillen bei Weltmeisterschaften gemeinsam mit ihrer Teamkollegin Hilary Knight die erfolgreichste US-Amerikanerin in diesem Wettbewerb.

## Karriere

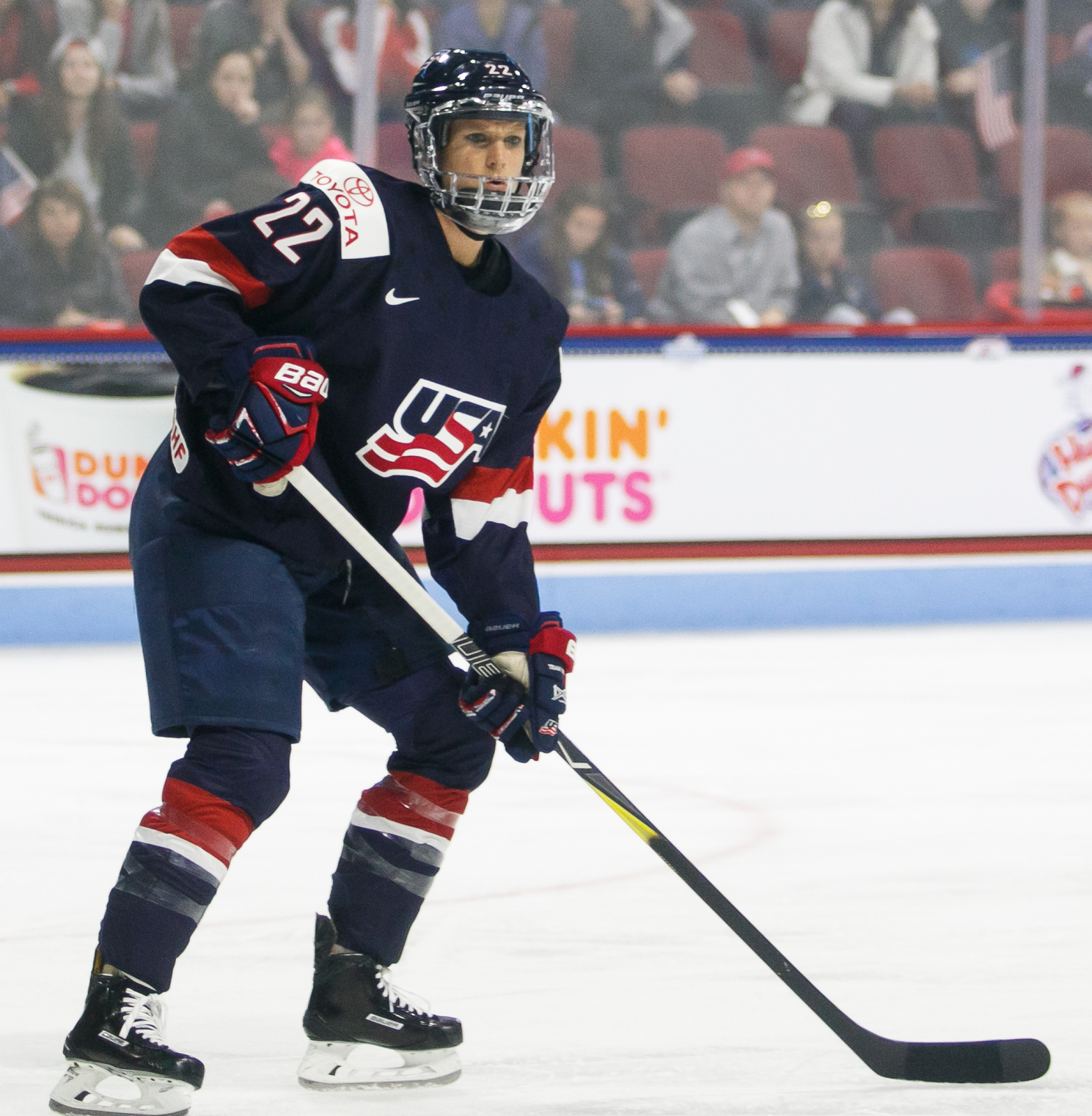
Bellamy im Trikot des US-Nationalteams

Bellamy trat erstmals mit Beginn ihrer Zeit am College im Eishockeybereich in Erscheinung. Neben ihrem Studium, das sie im Schuljahr 2005/06 an der University of New Hampshire begann, spielte sie in den folgenden vier Jahren parallel für das Universitätsteam in der Hockey East, einer Division im Spielbetrieb der National Collegiate Athletic Association. Ein Jahr in ihre Collegeausbildung hinein wurde die damals 19-Jährige erstmals vom US-amerikanischen Eishockeyverband USA Hockey in die Frauen-Eishockeynationalmannschaft der Vereinigten Staaten berufen und nahm mit dem Team am 4 Nations Cup 2006 teil. Im Jahr 2008 bestritt die Verteidigerin ihre erste Weltmeisterschaft, bei der sie gleich den Weltmeistertitel feiern konnte.
Im Sommer 2009 verließ Bellamy nach Abschluss ihres Studiums – und nach dem erneuten Gewinn der Weltmeisterschaft – die University of New Hampshire und wechselte für die Saison 2009/10 zu USA Hockey, um sich gezielt auf die Olympischen Winterspiele 2010 in Vancouver vorzubereiten. Diese schlossen die US-Amerikanerinnen mit dem Gewinn der Silbermedaille ab. Die Defensivakteurin wechselte zur Spielzeit 2010/11 schließlich in den Profibereich und schloss sich den Boston Blades aus der Canadian Women’s Hockey League. Für diese spielte sie die folgenden fünf Jahre und gewann mit der Mannschaft in den Jahren 2013 sowie 2015 jeweils den Clarkson Cup, die Meisterschaftstrophäe der CWHL. Bis zu ihrem Abschied von den Blades im Sommer 2015 hatte sie eine weitere olympische Silbermedaille bei den Olympischen Winterspielen 2014 in Sotschi, drei Weltmeisterschaften und einen Vizetitel im Rahmen der Welttitelkämpfe gewonnen.
Zur Saison 2015/16 wechselte Bellamy innerhalb der Stadt Boston zu den Boston Pride, mit denen sie in der neu gegründeten National Women’s Hockey League antrat. In der Premierensaison der Liga gewann die Abwehrspielerin mit dem Team den Isobel Cup. Mit der Nationalmannschaft ließ sie bei den Weltmeisterschaften 2016 und 2017 den sechsten und siebten Weltmeisterschaftsgewinn ihrer Karriere folgen. Anschließend kehrte Bellamy den Pride, mit denen sie erneut im Meisterschaftsfinale gestanden hatte, und der NWHL nach zwei Spielzeiten zunächst den Rücken und kehrte für die Saison 2017/18 zu USA Hockey zurück. Im Verband bereitete sie sich auf die Olympischen Winterspiele 2018 in Pyeongchang vor, bei denen sie mit den US-Amerikanerinnen die Goldmedaille gewann.
Zur Saison 2018/19 wechselte Bellamy zu den Calgary Inferno in die Canadian Women’s Hockey League und gewann mit diesen am Saisonende den Gewinn des Clarkson Cups. Nach der Saison 2018/19 wurde die CWHL aufgelöst und Bellamy entschied sich für einen Beitritt zur Professional Women’s Hockey Players Association (PWHPA), für dessen Calgary Charter sie bis 2021 spielte. Im Mai 2021 entschied sie sich, ihre Karriere zu beenden.

## Erfolge und Auszeichnungen
| - 2013 Clarkson-Cup-Gewinn mit den Boston Blades - 2015 Teilnahme am CWHL All-Star Game - 2015 Clarkson-Cup-Gewinn mit den Boston Blades - 2016 Teilnahme am NWHL All-Star Game | - 2016 Isobel-Cup-Gewinn mit den Boston Pride - 2017 Teilnahme am NWHL All-Star Game - 2019 Clarkson-Cup-Gewinn mit den Calgary Inferno |

### International
| - 2008 Goldmedaille bei der Weltmeisterschaft - 2009 Goldmedaille bei der Weltmeisterschaft - 2009 Beste Plus/Minus-Statistik der Weltmeisterschaft - 2010 Silbermedaille bei den Olympischen Winterspielen - 2011 Goldmedaille bei der Weltmeisterschaft - 2012 Silbermedaille bei der Weltmeisterschaft - 2013 Goldmedaille bei der Weltmeisterschaft | - 2014 Silbermedaille bei den Olympischen Winterspielen - 2015 Goldmedaille bei der Weltmeisterschaft - 2016 Goldmedaille bei der Weltmeisterschaft - 2017 Goldmedaille bei der Weltmeisterschaft - 2018 Goldmedaille bei den Olympischen Winterspielen - 2019 Goldmedaille bei der Weltmeisterschaft |

## Karrierestatistik

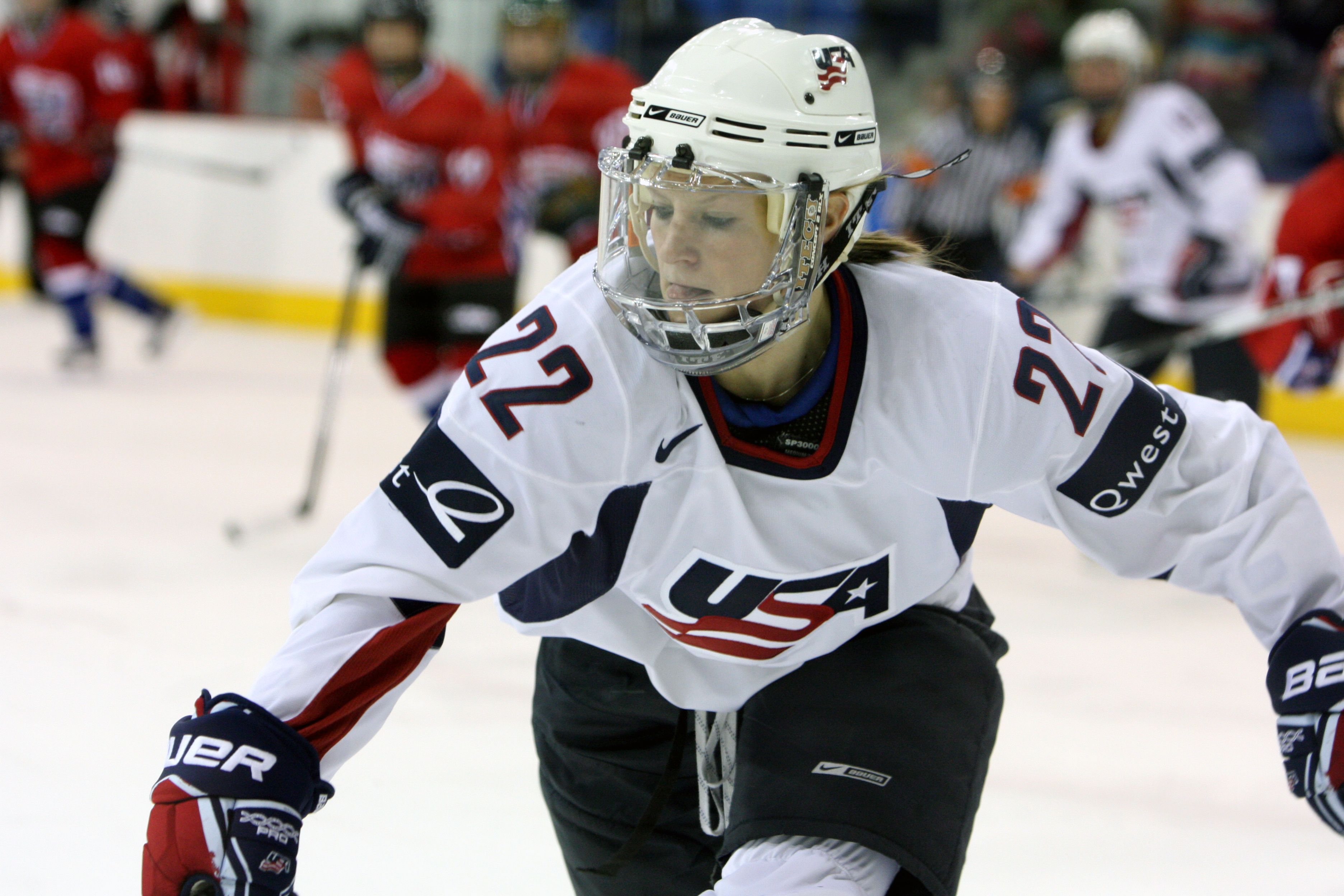
Kacey Bellamy im Nationaltrikot (2010)

Stand: Ende der Saison 2018/19

### International
Vertrat die USA bei:
| - Weltmeisterschaft 2008 - Weltmeisterschaft 2009 - Olympischen Winterspielen 2010 - Weltmeisterschaft 2011 - Weltmeisterschaft 2012 - Weltmeisterschaft 2013 | - Olympischen Winterspielen 2014 - Weltmeisterschaft 2015 - Weltmeisterschaft 2016 - Weltmeisterschaft 2017 - Olympischen Winterspielen 2018 - Weltmeisterschaft 2019 |

(Legende zur Spielerstatistik: Sp oder GP = absolvierte Spiele; T oder G = erzielte Tore; V oder A = erzielte Assists; Pkt oder Pts = erzielte Scorerpunkte; SM oder PIM = erhaltene Strafminuten; +/− = Plus/Minus-Bilanz; PP = erzielte Überzahltore; SH = erzielte Unterzahltore; GW = erzielte Siegtore; 1 Play-downs/Relegation; Kursiv: Statistik nicht vollständig)